# Мариенвердер (Барним)
Мариенвердер (нем. Marienwerder; МФА: [maˌʁiːənˈvɛʁdɐ], произношениео файле) — община в Германии, районный центр, расположен в земле Бранденбург.
Входит в состав района Барним. Подчиняется управлению Бизенталь-Барним. Население составляет 1765 человек (на 31 декабря 2010 года). Занимает площадь 40,06 км².
Коммуна подразделяется на 3 сельских округа.

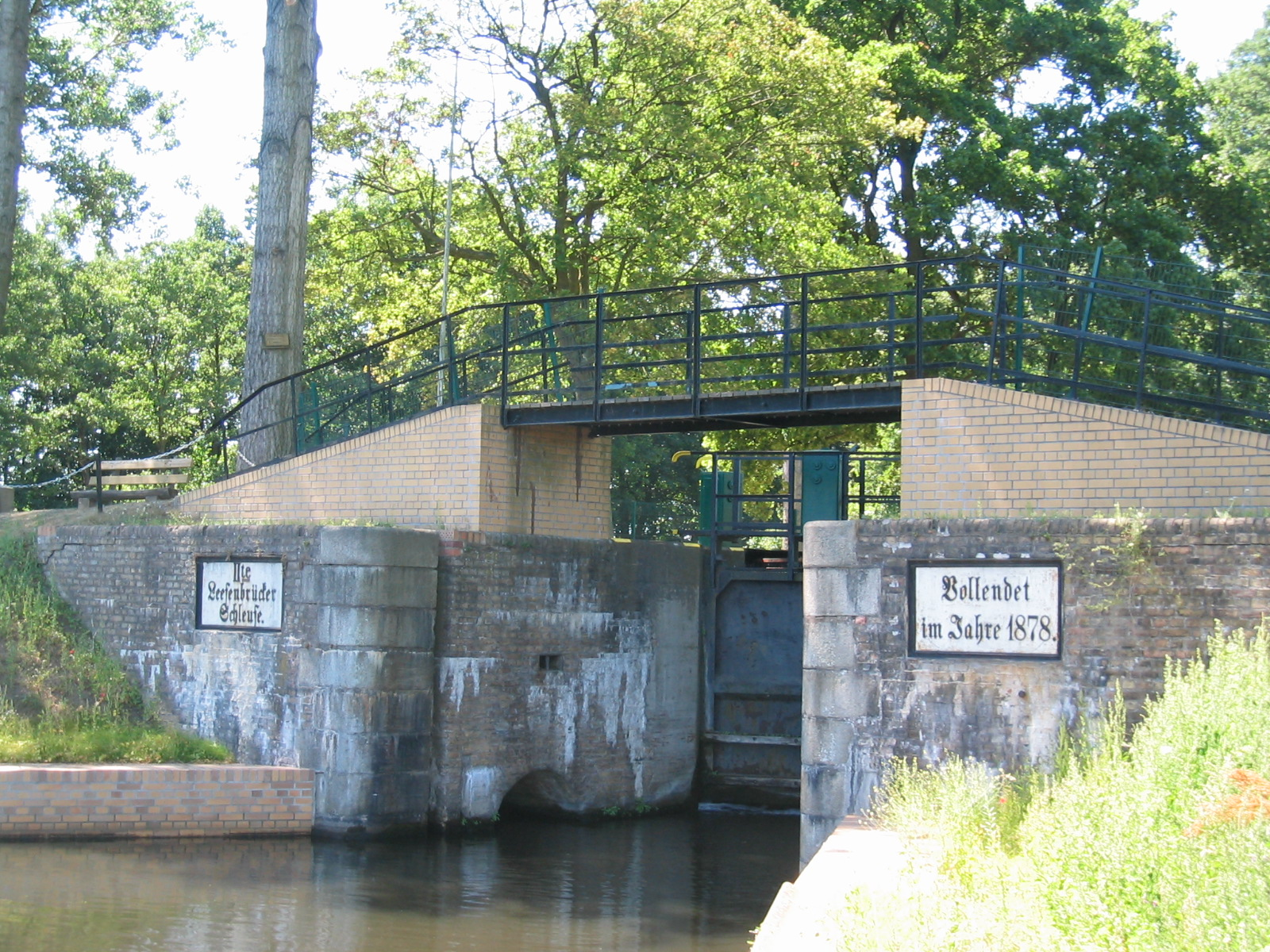

| Год  | Население |
| ---- | --------- |
| 2005 | 1751      |
| 2010 | 1731      |